# Чемпіонат НДР з хокею
Чемпіонат НДР з хокею — щорічні хокейні змагання в Німецькій Демократичній Республіці, що проходили з 1949 по 1990 роки. Починаючи з сезону 1952/53 років, ліга отримала назву Оберліга. В сезоні 1955/56 років другий дивізіон перейменований в 1-у лігу. З сезону 1965/66 років було скасовано 2 лігу. Після сезону 1990/91 років два клуби Оберліги «Динамо» (Вайсвассер) та «Динамо» (Берлін) увійшли до об'єднаного чемпіонату Німеччини.

## Регламент
Регламент змагань змінювався кілька разів: до сезону 1958/59 проводили двохколовий турнір. У сезоні 1959/60, відбулась перша зміна регламенту, зіграли попередній раунд, а потім розіграли фінальний раунд. З сезону 1962/63 знову повернули двохколовий турнір. З сезону 1965/66 команди грали у два етапи: попередній (4 кола) та фінальний так само у чотири кола. Сезон 1967/68 команди грали у два кола. Сезон 1968/69 пройшов у два етапи, попередній раунд та другий раунд, що складався з фінального раунду та втішного раунду. З сезону 1970/71 у лізі виступали тільки 2 команди. Починаючи з сезону 1986/87 регламент змінили в черговий раз, тепер це були 3 серії плей-оф до трьох перемог кожна. Чемпіоном ставала команда, яка виграла дві з трьох серій. У сезоні 1989/90 років (останній сезон), розширена до чотирьох серій плей-оф.

## Чемпіони (1949—1970)
| - 1949 — СГ Франкенгаузен - 1950 — СГ Франкенгаузен - 1951 — БСГ Остглас Вайсвассер - 1952 — БСГ Хемі Вайсвассер - 1953 — БСГ Хемі Вайсвассер - 1954 — «Динамо» (Вайсвассер) - 1955 — «Динамо» (Вайсвассер) - 1956 — «Динамо» (Вайсвассер) | - 1957 — «Динамо» (Вайсвассер) - 1958 — «Динамо» (Вайсвассер) - 1959 — «Динамо» (Вайсвассер) - 1960 — «Динамо» (Вайсвассер) - 1961 — «Динамо» (Вайсвассер) - 1962 — «Динамо» (Вайсвассер) - 1963 — «Динамо» (Вайсвассер) | - 1964 — «Динамо» (Вайсвассер) - 1965 — «Динамо» (Вайсвассер) - 1966 — «Динамо» (Берлін) - 1967 — «Динамо» (Берлін) - 1968 — «Динамо» (Берлін) - 1969 — «Динамо» (Вайсвассер) - 1970 — «Динамо» (Вайсвассер) |

## Чемпіони плей-оф (1971—1990)
| - 1971 — «Динамо» (Вайсвассер) - 1972 — «Динамо» (Вайсвассер) - 1973 — «Динамо» (Вайсвассер) - 1974 — «Динамо» (Вайсвассер) - 1975 — «Динамо» (Вайсвассер) - 1976 — «Динамо» (Берлін) - 1977 — «Динамо» (Берлін) | - 1978 — «Динамо» (Берлін) - 1979 — «Динамо» (Берлін) - 1980 — «Динамо» (Берлін) - 1981 — «Динамо» (Вайсвассер) - 1982 — «Динамо» (Берлін) - 1983 — «Динамо» (Берлін) | - 1984 — «Динамо» (Берлін) - 1985 — «Динамо» (Берлін) - 1986 — «Динамо» (Берлін) - 1987 — «Динамо» (Берлін) - 1988 — «Динамо» (Берлін) - 1989 — «Динамо» (Вайсвассер) - 1990 — «Динамо» (Вайсвассер) |